# Francis Chagrin
Francis Chagrin född 15 november 1905 i Bukarest Rumänien död 10 november 1972 i Hampstead London, engelsk kompositör.

## Filmmusik i urval
- 1963 - In the Cool of the Day
- 1961 - Greyfriars Bobby
- 1957 - Nattens ljus
- 1954 – I rök och dans
- 1950 - Pimpernel Svensson

## Fotnoter
1. 1 2  SNAC, SNAC Ark-ID: w6n97wsj, läs online, läst: 9 oktober 2017.[källa från Wikidata]
2. ↑  Musicalics, Musicalics kompositörs-ID: 97631.[källa från Wikidata]
3. ↑  Musicalics, Musicalics kompositörs-ID: 97631, läst: 5 april 2022.[källa från Wikidata]